# GUNDAM系列作品列表
從初代機動戰士GUNDAM開始，日昇動畫製作了一系列的GUNDAM動畫。另外，除了動畫作品，在漫畫小說電玩上亦有各式GUNDAM相關創作。

## 宇宙世纪（Universal Century, U.C.）系列作品
- 機動戰士GUNDAM THE ORIGIN)(漫畫/電影)
- 機動戰士鋼彈（機動戦士ガンダム）（TV／劇場/小說）
- 機動戰士鋼彈 0079（機動戦士ガンダム0079）（漫畫）
- MS戰記 機動戰士鋼彈 0079外傳（MS戦記 機動戦士ガンダム0079外伝）（漫畫）
- 機動戰士GUNDAM 庫克羅斯·德安之島(電影)
- 机动战士GUNDAM Thunderbolt(漫畫/OVA)
- 機動戰士鋼彈 0080口袋裡的戰爭（機動戦士ガンダム0080 ポケットの中の戦争）（OVA/小說）
- 機動戰士GUNDAM0083 星塵回憶錄（0083 STARDUST MEMORY）（OVA／劇場）
- 機動戰士Gundam GQuuuuuuX(電影/電視)
- 機動戰士 Z鋼彈（機動戦士Ζガンダム）（台灣舊翻譯為“剛彈勇士”；香港舊譯為“機動戰士再起風雲”）（TV／劇場）
- 機動戰士鋼彈 ZZ（機動戦士ガンダムΖΖ）（與機動戰士Z GUNDAM一併譯為“剛彈勇士”播出；香港舊譯為“機動戰士雷霆一擊”）（TV）
- （纸上游戏）
- Gaia Gear (ガイア・ギア)（小說／廣播劇）
- 機動戰士GUNDAM （機動戦士ガンダム 逆襲のシャア）（劇場）
- 機動戰士GUNDAM UC[独角兽]（小說／OVA）
- 机动战士GUNDAM NT（機動戦士ガンダムNT）（小說/劇場）
- （漫畫）
- 機動戰士鋼彈 閃光的哈薩維（機動戦士ガンダム 閃光のハサウェイ）（小說/劇場）
- 鋼彈前哨戰（ / Gundam Sentinel）（小說）
- 機動戰士鋼彈 F90（F90）（漫畫）
- 機動戰士鋼彈 F91（F91）（劇場／漫畫）
- 機動戰士鋼彈 F91 Formula戰記0122（機動戦士ガンダムF91 フォーミュラー戦記0122）（遊戲）
- 機動戰士海盜鋼彈（機動戦士クロスボーン・ガンダム）（原名英譯為CrossBone，在台灣由台灣東販代理時譯為鋼彈X，現由台灣角川代理譯為海盜鋼彈）（漫畫）
- 機動戰士 V鋼彈（機動戦士Vガンダム）（TV）
- 機動戰士GUNDAM CROSS DIMENSION 0079 對死去的人們祈禱（機動戦士ガンダム CROSSDIMENSION 0079（死にゆく者たちへの祈り））（遊戲）
- 機動戰士鋼彈 第08MS小隊（機動戦士ガンダム 第08MS小隊）（TV/OVA／劇場）
- 機動戰士鋼彈外傳 THE BLUE DESTINY（機動戦士ガンダム外伝 THE BLUE DESTINY）（漫畫／遊戲）
- 機動戰士鋼彈 基連的野望（機動戦士ガンダム ギレンの野望）（遊戲）
- 機動戰士鋼彈外傳 殖民地墮落之地（機動戦士ガンダム外伝 コロニーの落ちた地で）（小說／漫畫／遊戲）
- 鋼彈救世主（G-SAVIOUR）（劇場／遊戲）
- 吉翁前線 機動戰士鋼彈 0079（ZEONIC FRONT 機動戦士ガンダム0079）（遊戲）
- 機動戰士鋼彈戰記 Lost War Chronicles（遊戲／漫畫／小說）
- 年輕彗星的肖像（C.D.A.Char's Deleted Affair ）（漫畫）
- （漫畫／小說）
- 開發者物語（デベロッパーズ―機動戦士ガンダムBefore One Year War）（漫畫）
- 宇宙的死亡女神（機動戦士ガンダム宇宙のイシュタム）（漫畫）
- ADVANCE OF Ζ 迪坦斯的旗下（ADVANCE OF Ζ ティターンズの旗のもとに）（小說）
- ADVANCE OF Ζ 時代的反抗者（ADVANCE OF Ζ 刻に抗いし者）（小說）
- 機動戰士GUNDAM外傳 宇宙、閃光的盡頭…（機動戦士ガンダム外伝 宇宙、閃光の果てに…）（遊戲／漫畫／小說）

- 機動戰士鋼彈 相逄在宇宙（機動戦士ガンダム めぐりあい宇宙）（遊戲）

- 一年戰爭秘錄（機動戦士ガンダム MS IGLOO - 一年戦争秘録 -）（OVA）
- 默示錄0079（機動戦士ガンダム MS IGLOO - 黙示録.0079 -）（OVA）
- 重力战线（機動戦士ガンダム MS IGLOO 2 -重力戦線-）（OVA）
- 機動戰士：鋼彈桑（機動戦士ガンダムさん）（四格漫畫）
- 機動戰士鋼彈 雷霆宙域戰線（機動戦士ガンダム　サンダーボルト)（OVA）
- 機動戰士鋼彈 Twilight AXIS（機動戦士ガンダム Twilight AXIS)（OVA）

- 機動戰士GUNDAM 激戰任務 代號·妖精（機動戦士ガンダムバトルオペレーションCode Fairy)（遊戲）
- 機動戰士鋼彈戰記 U.C.0081 水天之涙（機動戦士ガンダム戦記 U.C.0081 水天の涙）（漫畫／遊戲）

## 未来世纪（Future Century, F.C.）系列作品
- 機動武鬥傳G GUNDAM（機動武闘伝Gガンダム）（TV／漫畫）

## 後殖民紀元（After Colony, A.C.）系列作品
- 新機動戰記GUNDAM W（新機動戦記ガンダムW）（TV／小說／漫畫）
- 新機動戰記GUNDAM W G-unit（ G-unit）（漫畫）
- 新機動戰記GUNDAM W 右手持鐮，左手擁妳（小說）
- 新機動戰記GUNDAM W 戰場回憶錄 (OVA)
- 新机动战记GUNDAM W 外傳（ Battlefield of Pacifist）（漫畫）
- 新機動戰記GUNDAM W BLIND TARGET（ BLIND TARGET）（漫畫／廣播劇）
- 新機動戰記GUNDAMW 無盡的華爾茲（ Endless Waltz）（OVA／劇場／小說／漫畫）

## 戰後紀元（After War, A.W.）系列作品
- 機動新世紀GUNDAM X
- 機動新世紀GUNDAM X 外傳 新人類傑米爾（機動新世紀ガンダムX外伝 ニュータイプ戦士ジャミル・ニート）
- 機動新世紀GUNDAM X～UNDER THE MOONLIGHT～（機動新世紀ガンダムX～UNDER THE MOONLIGHT～）

## 正曆（Correct Century, C.C.）系列作品
- ∀GUNDAM（∀ガンダム，逆AGUNDAM） （TV）

## 宇宙紀元（Cosmic Era, C.E.）系列作品
- 機動戰士GUNDAM SEED（SEED） （TV）
- 機動戰士GUNDAM SEED ASTRAY（SEED ASTRAY）
- 機動戰士GUNDAM SEED X ASTRAY（SEED X ASTRAY）
- 機動戰士GUNDAM SEED DESTINY（SEED DESTINY） （TV）
- 機動戰士GUNDAM SEED DESTINY ASTRAY（SEED DESTINY ASTRAY）
- 機動戰士GUNDAM SEED DESTINY THE EDGE（SEED DESTINY THE EDGE）
- 機動戰士GUNDAM SEED C.E.73 STARGAZER（機動戦士ガンダムSEED C.E.73　-STAR GAZER-）（OVA）
- 機動戰士GUNDAM SEED C.E.73 Δ ASTRAY（SEED C.E.73 Δ ASTRAY）
- 機動戰士GUNDAM SEED FRAME ASTRAY（SEED FRAME ASTRAY）
- 机动战士GUNDAM SEED FREEDOM （SEED FREEDOM）（剧场版）

## 西元(西曆紀年)（Anno Domini, A.D.） 系列作品
- 機動戰士GUNDAM 00（機動戦士ガンダムOO） （TV）
- 機動戰士GUNDAM 00P（機動戦士ガンダムOOP）
- 機動戰士GUNDAM 00F（機動戦士ガンダムOOF）
- 機動戰士GUNDAM 00V（機動戦士ガンダムOOV）
- 機動戰士GUNDAM 00I（機動戦士ガンダムOOI）
- 機動戰士GUNDAM 00N（機動戦士ガンダムOON）
- 機動戰士GUNDAM 00V战记（機動戦士ガンダムOOV戦記）
- 機動戰士GUNDAM 00I 2314（機動戦士ガンダムOOI 2314）
- 機動戰士GUNDAM 00 in those days（機動戦士ガンダムOO in those days）
- 劇場版 機動戰士鋼彈00 -A wakening of the Trailblazer-〔〕

## 新進世代 （Advanced Generation, A.G.） 系列作品
- 機動戰士鋼彈AGE（機動戦士ガンダムAGE） （TV）
- 機動戰士鋼彈AGE MEMORY OF EDEN（機動戦士ガンダムAGE MEMORY OF EDEN） （OVA）
- 機動戰士鋼彈AGE 追憶的希德（機動戦士ガンダムAGE ～追憶のシド～）
- 機動戰士鋼彈AGE EXA-LOG（機動戦士ガンダムAGE EXA-LOG）
- 機動戰士鋼彈AGE UNKNOWN SOLDIERS（機動戦士ガンダムAGE UNKNOWN SOLDIERS）
- 機動戰士鋼彈AGE Universe Accel/Cosmic Drive（機動戦士ガンダムAGE ユニバースアクセル/コズミックドライブ）（游戏）

## 復新世紀 （Regild Century, R.C.） 系列作品
- GUNDAM G之復國運動（ガンダム Gのレコンギスタ） （TV）

## 災難戰後（Post Disaster, P.D.）系列作品
- 機動戰士GUNDAM 鐵血的孤兒（機動戦士ガンダム 鉄血のオルフェンズ）（TV）
- 機動戰士GUNDAM 鐵血的孤兒月鋼（機動戦士ガンダム 鉄血のオルフェンズ月鋼）

## 星元 (Ad Stella, A.S.)
- 機動戰士GUNDAM 水星的魔女

## SD GUNDAM系列作品
- SD（Super Deformed）GUNDAM
  - Mk I（1988）（單集OVA）
  - Mk II（1989）（單集OVA）
  - Mk III（1990）（單集OVA）
  - Mk IV（1990）（單集OVA）
  - Mk V（1990）（三集OVA）
  - Counterattack（1989）（劇場版）
  - 外傳（騎士GUNDAM物語）（1990）（四集OVA）
  - Scramble（1991）（劇場版）
  - 武者，騎士，Commando（1991）（兩集OVA）
  - 大集合（まつり）（1993）（劇場版）
- SD鋼彈FORCE(五十二集電視動畫)
- - SD GUNDAM Online（SD高达Online）（2008年中国大陆开始测试
- SD高達世界 三國創傑傳(網絡動畫播放中)

## 鋼彈創鬥者系列
- 模型戰士GUNDAM模型製作家 起始G（OVA）
- 鋼彈創鬥者（TV）
- GUNDAM創戰者TRY(TV)
- 鋼彈創鬥者 潛網大戰（TV）
- 鋼彈EXA
- 高達創戰潛行者Re:RISE(TV)
- 鋼彈創鬥元宇宙（網絡動畫）

## 其他系列作品
- 機動戰士：鋼彈桑（TV）
- 模型狂四郎
- 鋼彈四格
- 模型甲子園
- 模型改造戰
- GUNDAM EVOLVE（OVA）

## 外部連結
- Gundam Perfect Web（日本機動戰士官方網站）（页面存档备份，存于）
- Gundam World Web（香港機動戰士官方網站）
- SD Gundam Online（大陆SD高达网络版官方网站）